# Żychlin (województwo pomorskie)
Żychlin (kaszub. Cechlëno) – wieś w Polsce położona w województwie pomorskim, w powiecie słupskim, w gminie Potęgowo.
W latach 1975–1998 miejscowość należała administracyjnie do województwa słupskiego.